# Paksuniemi
Paksuniemi är en bebyggelse i Jukkasjärvi distrikt (Jukkasjärvi socken) i Kiruna kommun. Byn är belägen på en udde i Torne älv några kilometer nedströms tätorten Jukkasjärvi.
Vid småortsavgränsningen 1995 klassades orten som småort och andelen obebodda fritidshusfastigheter i småorten utgjorde mer än 50 % av samtliga fastigheter. Vid småortsavgränsningarna 2000 till 2010 utgjorde andelen obebodda fritidshusfastigheter i småorten mer än 30 % av samtliga fastigheter. Vid avgränsningen 2020 var antalet bofasta inom avgränsningen färre än 50 och orten miste sin status som småort som den sedan återfick 2023. 

## Etymologi
Paksuniemi kan översättas till Tjockudden på svenska.

## Historia
Byn grundades på 1840-talet av Anders Isaksson Paksuniemi från Jukkasjärvi.

## Befolkningsutveckling
| Befolkningsutvecklingen i Paksuniemi 1990–2010                                                                        | Befolkningsutvecklingen i Paksuniemi 1990–2010 | Befolkningsutvecklingen i Paksuniemi 1990–2010 | Befolkningsutvecklingen i Paksuniemi 1990–2010 | Befolkningsutvecklingen i Paksuniemi 1990–2010 |
| --- | ---------------------------------------------- | ---------------------------------------------- | ---------------------------------------------- | ---------------------------------------------- |
| |                                                |                                                |                                                |                                                |
| År |                                                |                                                | Folkmängd                                      | Areal (ha)                                     |
| 1990 | 1990                                           |                                                | 54                                             | 71##                                           |
| 1995 | 1995                                           |                                                | 51                                             | 71#                                            |
| 2000 | 2000                                           |                                                | 51                                             | 71#                                            |
| 2005 | 2005                                           |                                                | 61                                             | 67#                                            |
| 2010 | 2010                                           |                                                | 68                                             | 67#                                            |
| 2015 | 2015                                           |                                                | 57                                             | 35#                                            |
| Anm.: Ny småort 1995. # Som småort. ## Befolkningen 31 december 1990 inom det område som avgränsades som småort 1995. |                                                |                                                |                                                |                                                |

Vid folkräkningen år 1890 var 24 personer skrivna i Paksuniemi.